# Mama Cocha
Mama Cocha (kecz. Matka Morze) – inkaska bogini morza i ryb, opiekunka żeglarzy i rybaków, małżonka boga stwórcy Wirakoczy, matka boga słońca, Inti i bogini księżyca, Mamy Quilli. W niektórych regionach imperium wierzono, że była boginią wszystkich zbiorników wodnych, w tym jezior, rzek, źródeł, a nawet stworzonych przez człowieka kanałów wodnych. Mama Cocha była ważniejsza dla ludzi zamieszkujących regiony przybrzeżne, ze względu na ich bliskość i zależność od morza. Wierzenia Inków w boginię Mama Cocha i inne bóstwa wodne wskazują, że rozumieli oni podstawy cyklu hydrologicznego; wiedzieli, że woda z morza napędzała deszcz, który następnie spadał na ziemię.